# Actinidia melliana
Actinidia melliana là một loài thực vật có hoa trong họ Dương đào. Loài này được Hand.-Mazz. mô tả khoa học đầu tiên năm 1922.